# Каликс, Оскар
Оскар Освальдо Каликс (исп. Oscar Oswaldo Calics; род. 18 ноября 1939, Буэнос-Айрес) — аргентинский футболист, полузащитник.

## Клубная карьера
Оскар Каликс начинал свою футбольную карьеру в 1958 году в клубе «Банфилд». В 1962 году он добился вместе со своей командой выхода в аргентинский Первый дивизион. В 1966 году Каликс перешёл в «Сан-Лоренсо», с которым в 1968 году он становится чемпионом Аргентины. В 1971 году Каликс перебирается в колумбийский «Атлетико Насьональ», становясь также и чемпионом Колумбии в 1973 году.

## Международная карьера
Оскар Каликс попадал в состав сборной Аргентины на Чемпионат мира 1966 года. Из 4-х матчей Аргентины на турнире Каликс появился лишь в одном в последней игре группового этапа против сборной Швейцарии.

## Достижения

### Клубные
Сан-Лоренсо
- Чемпионат Аргентины (1): Метрополитано 1968 (чемпион)

Атлетико Насьональ
- Чемпион Колумбии (1): 1973